# NGC 4259
NGC 4259 este o galaxie lenticulară situată în constelația Fecioara. A fost descoperită în 27 decembrie 1827 de către John Herschel. Se află la o distanță de 37,2 de megaparseci de Pământ.